# گلمیم
گلمیم، روستایی است از توابع بخش مرکزی شهرستان قوچان در استان خراسان رضوی ایران.

## جمعیت
این روستا بر اساس سرشماری سال ۱۳۸۵ جمعیت آن ۴۰۳ نفر (۱۲۱ خانوار)
بوده است.